# Тінистий
57°00′28″ пн. ш. 124°55′55″ сх. д. / 57.007777777778° пн. ш. 124.93194444444° сх. д.
Тінистий (рос. Тенистый) — станція Якутської залізниці (Росія), розміщена на дільниці Нерюнгрі-Пасажирська — Нижній Бестях між станцією Чульбас (відстань — 11 км) і роз'їздом Хатимі (29 км). Відстань до ст. Нерюнгрі-Пасажирська — 56 км, до транзитного пункту Тинда — 285 км.
Пасажирські поїзди на станції не зупиняються.